# Edmund G. McGilton
Edmund George McGilton (* 10. Februar 1859 im Dunn County, Wisconsin; † 31. August 1933) war ein US-amerikanischer Politiker. Zwischen 1903 und 1907 war er Vizegouverneur des Bundesstaates Nebraska.

## Werdegang
Edmund McGilton besuchte die Menomonie High School in seinem Heimatstaat Wisconsin. Nach einem anschließenden Jurastudium an der University of Wisconsin und seiner 1885 erfolgten Zulassung als Rechtsanwalt begann er in diesem Beruf zu arbeiten. Zwischenzeitlich war er auch Schulrat in Menomonie. Als Anwalt arbeitete er vor allem für die Wisconsin Central Railroad. Im Jahr 1888 zog er nach Omaha in Nebraska, wo er als Mitglied der Republikanischen Partei eine politische Laufbahn einschlug.
1902 wurde McGilton an der Seite von John H. Mickey zum Vizegouverneur von Nebraska gewählt. Dieses Amt bekleidete er nach einer Wiederwahl zwischen 1903 und 1907. Dabei war er Stellvertreter des Gouverneurs und formaler Vorsitzender des Staatssenats. Nach seiner Zeit als Vizegouverneur praktizierte er wieder als Anwalt. Im Jahr 1916 wurde er Präsident der Commercial Law League of America. Er starb am 31. August 1933.